# The Militant
The Militant är en internationell kommunistisk veckotidning som trycks i USA och i Sverige distribueras av Kommunistiska Förbundet. Tidningen startades 1928 av den amerikanska trotskisten James P. Cannon. 